# Vladimir Kavrayskiy (nave da ricerca)
La  Vladimir Kavrajskij (in russo «Владимир Каврайский»?; progetto 97B secondo la classificazione russa) era una nave da sorveglianza idrografica e ricerca oceanografica polare sovietica, il cui progetto era ampiamente basato su quello dei rompighiacci della classe Dobrynya Nikitich. Era intitolata al geodeta e cartografo Vladimir Vladimirovič Kavrajskij (1884-1954). Commissionata nel 1969, dopo molti anni di servizio è diventata una nave caserma nel 2011.

## Tecnica
Il progetto era basato su quello dei rompighiacci classe Dobrynya Nikitich, ma la nave aveva delle dimensioni decisamente maggiori. Il dislocamento a pieno carico era infatti superiore di ben 1000 tonnellate, ed anche lunghezza ed altezza erano di poco superiori. La maggiore differenza era costituita dalla presenza di grandi sovrastrutture, aggiunte per motivi di spazio. La nave, infatti, ospitava ben nove laboratori di ricerca, ed occorrevano anche alloggi adeguati per tutto il personale di bordo.
L'autonomia era considerevole: infatti, si andava dalle 5500 miglia a 12,5 nodi, alle 13100 nmi a 9,5 kn. La nave era comunque in grado di rimanere in mare per 60 giorni.